# Place de l'Europe (Kiev)
 (février 2024).
Si vous disposez d'ouvrages ou d'articles de référence ou si vous connaissez des sites web de qualité traitant du thème abordé ici, merci de compléter l'article en donnant les références utiles à sa vérifiabilité et en les liant à la section « Notes et références ».
Pour les articles homonymes, voir Place de l'Europe.
La place de l'Europe (en ukrainien : Європейська Площа, Yevropeys’ka Ploshcha), est une place de Kiev, capitale de l'Ukraine. Il est situé à l'extrémité nord-est du Krechtchatyk, l'artère principale de la ville. Les autres rues reliées à la place sont la rue Tryokhsvyatytelska, la descente Volodymyrskyi et la rue Hrushevsky.
En 2013-2014, la place est l'un des centres des manifestations de l'Euromaïdan.

## Anciens noms
La place est connue sous au moins neuf noms différents au cours des deux cents dernières années.
- À l'origine, la place s'appelle la Place du Cheval (Konnaya Ploschad), car son emplacement est alors utilisé pour le commerce des chevaux.
- 1806 - Place du Théâtre (Teatralnaya Ploschad), après la construction entre 1805 et 1806 du premier théâtre de Kiev par l'architecte Andreï Melenski, situé à l'emplacement actuel de la Maison ukrainienne.
- 1851 - Place de l'Europe (Evropeyskaya Ploschad), lorsque l'hôtel Yevropeysky est construit selon les plans de l'architecte Alexander Vikentievich Beretti.
- 1869 - Place du Tsar (Tsarskaya Ploschad, en raison du monument d'Alexandre II de Russie qui y est érigé). À cette époque, la place est également appelée Aleksandrovskaya pour la même raison et parce qu'elle traverse l'ulitsa Aleksandrovskaya (aujourd'hui divisée en la rue Mykhailo Hrushevsky, la descente Volodymyr et la rue Petro Sahaidachny).
- 1919 - Place de la Troisième Internationale (Ploschad Tretieva Internatsionala), après l'occupation soviétique de l'Ukraine.
- 1941 - Place Adolf Hitler (Adolf Hitler Platz)[2], sous l'occupation allemande.
- 1944 - Place Staline (Place Staline), au retour des soviétiques
- 1961 - Place du Komsomol de Lénine (Place Leninskava Komsomol), pendant le processus de déstalinisation.

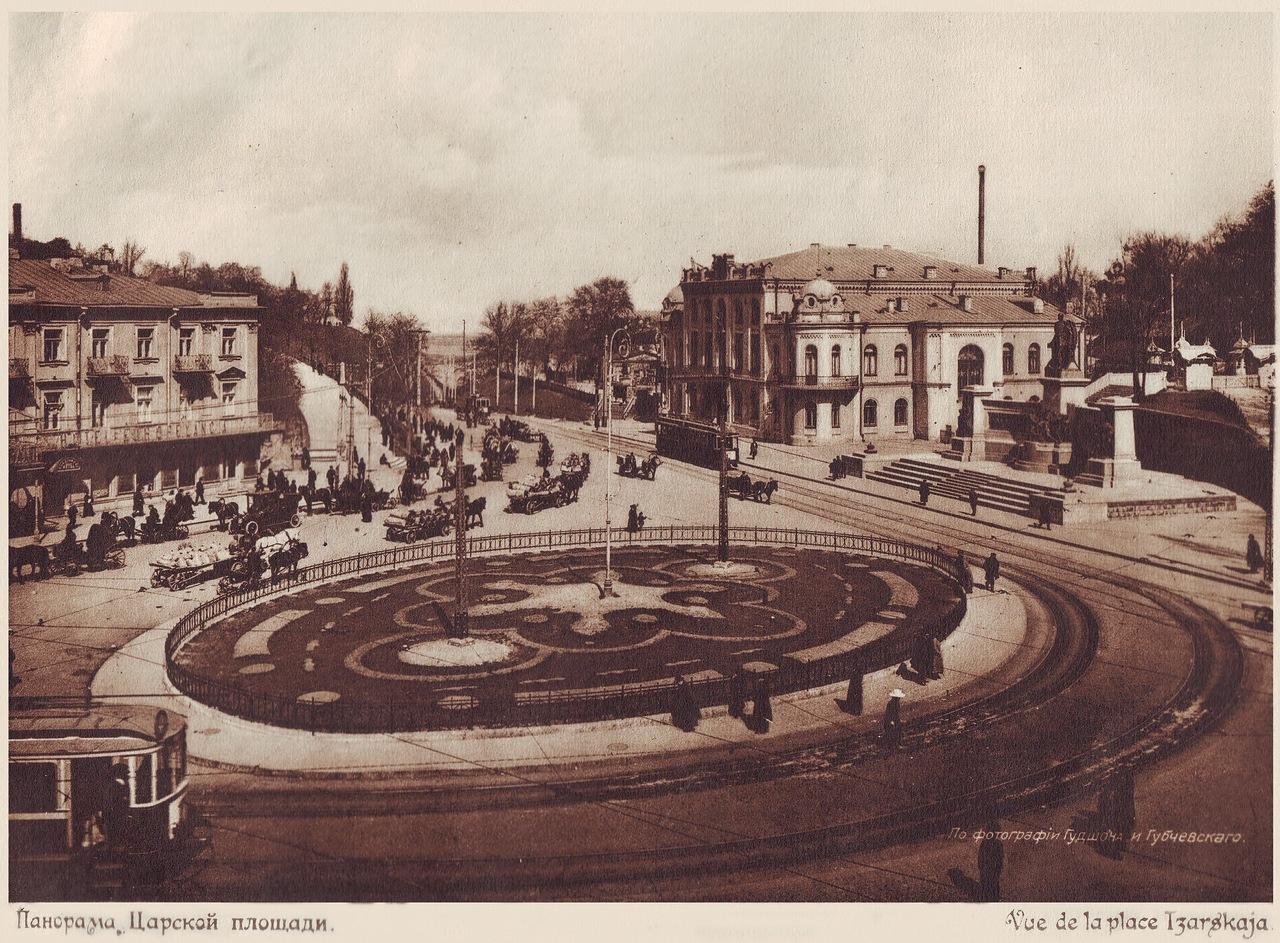
La place du Tsar en 1911

## Attractions
- Hôtel Dnipro (en)
- Immeuble de l'agence ukrainienne d'information indépendante
- La maison ukrainienne, salle de conférence et d'expositions construite à la fin des années 1970 comme un musée de Lénine
- Le parc Krechtchatyk (en)